# Bagod
Bagod è un comune dell'Ungheria di 1.331 abitanti (dati 2001). È situato nella contea di Zala.